# Winter-Paralympics 2018/Teilnehmer (Brasilien)
| stlisierte Goldmedaille | stlisierte Silbermedaille | stlisierte Bronzemedaille |
| ----------------------- | ------------------------- | ------------------------- |
| —                       | —                         | —                         |

Brasilien hat bei den Winter-Paralympics 2018 in Pyeongchang 3 Athleten an den Start geschickt.

## Skilanglauf
| Athlet          | Klasse | Wettbewerb             | Qualifikation | Qualifikation | Halbfinale    | Halbfinale    | Finale        | Finale        | Gesamt |
| Athlet          | Klasse | Wettbewerb             | Zeit          | Rang          | Zeit          | Rang          | Zeit          | Rang          | Rang   |
| Männer          | Männer | Männer                 | Männer        | Männer        | Männer        | Männer        | Männer        | Männer        |        |
| --------------- | ------ | ---------------------- | ------------- | ------------- | ------------- | ------------- | ------------- | ------------- | ------ |
| Cristian Ribera | LW11   | 1,1 km Sprint, sitzend | 3:17,36       | 15            | ausgeschieden | ausgeschieden | ausgeschieden | ausgeschieden | 15     |
| Cristian Ribera | LW11   | 7,5 km, sitzend        | --            | --            | --            | --            | 23:41,6       | 9             | 9      |
| Cristian Ribera | LW11   | 15 km, sitzend         | --            | --            | --            | --            | 43:47,5       | 6             | 6      |
| Frauen          |        |                        |               |               |               |               |               |               |        |
| Aline Rocha     | LW11   | 1,1 km Sprint, sitzend | 4:23,13       | 22            | ausgeschieden | ausgeschieden | ausgeschieden | ausgeschieden | 22     |
| Aline Rocha     | LW11   | 5 km, sitzend          | --            | --            | --            | --            | 19:23,4       | 12            | 12     |
| Aline Rocha     | LW11   | 12 km, sitzend         | --            | --            | --            | --            | 46:22,3       | 15            | 15     |

## Snowboard
| Athlet       | Klasse | Wettbewerb    | Lauf 1        | Lauf 1        | Lauf 2         | Lauf 2        | Lauf 3        | Lauf 3        | Gesamt  | Gesamt |
| Athlet       | Klasse | Wettbewerb    | Zeit          | Rang          | Zeit           | Rang          | Zeit          | Rang          | Zeit    | Rang   |
| Männer       | Männer | Männer        | Männer        | Männer        | Männer         | Männer        | Männer        | Männer        | Männer  | Männer |
| ------------ | ------ | ------------- | ------------- | ------------- | -------------- | ------------- | ------------- | ------------- | ------- | ------ |
| André Cintra | SB-LL1 | Banked Slalom | 1:35,18       | 12            | 1:07,88        | 7             | 1:08,53       | 7             | 1:07,88 | 10     |
|              |        |               | Qualifikation | Qualifikation | 1. Runde       | Viertelfinale | Halbfinale    | Finale        | Rang    | Rang   |
| André Cintra | SB-LL1 | Cross         | 1:18,72       | 10            | Oguri verloren | ausgeschieden | ausgeschieden | ausgeschieden | 10      | 10     |